# Neopaedarium subauratum
Neopaedarium subauratum är en tvåvingeart som beskrevs av Blanchard 1943. Neopaedarium subauratum ingår i släktet Neopaedarium och familjen parasitflugor. Inga underarter finns listade i Catalogue of Life.